# Capritxos
|  | Per a altres significats, vegeu «capritx». |

Capritxos - Caprichos en castellà - és una sèrie de 80 aiguaforts creats pel pintor aragonès Francisco de Goya, entre els anys 1797 i 1799, que representen la introducció del gravat romàntic i contemporani a Espanya. La primera edició data del 1799 i va tenir força problemes amb la Inquisició. Constitueixen una col·lecció d'estampes caricaturesques de gran qualitat tècnica que satiritzen amb una extrema ironia la follia universal, les supersticions, el fanatisme, la ignorància, la incapacitat dels governants i la decadència de la raó. Mitjançant el ridícul, l'extravagància i la fantasia, confegeix una crítica lúcida dels vicis i errors de la societat espanyola del segle xviii i de la humanitat en general.
Encara que Goya ja havia publicat gravats des de 1771, —una Fugida a Egipte que signa com a creador i gravador— una sèrie d'estampes sobre quadres de Velázquez publicada el 1788 i alguns d'altres solts entre els quals cal esmentar, per l'impacte de la imatge i el clarobscur motivat per l'atxa, L'encarcarat, de cap 1778-1780; és amb Capritxos, la venda anunciada a la Gaceta de Madrid al febrer de 1799, que Goya inicià el gravat romàntic i contemporani amb una sèrie de caràcter satíric.

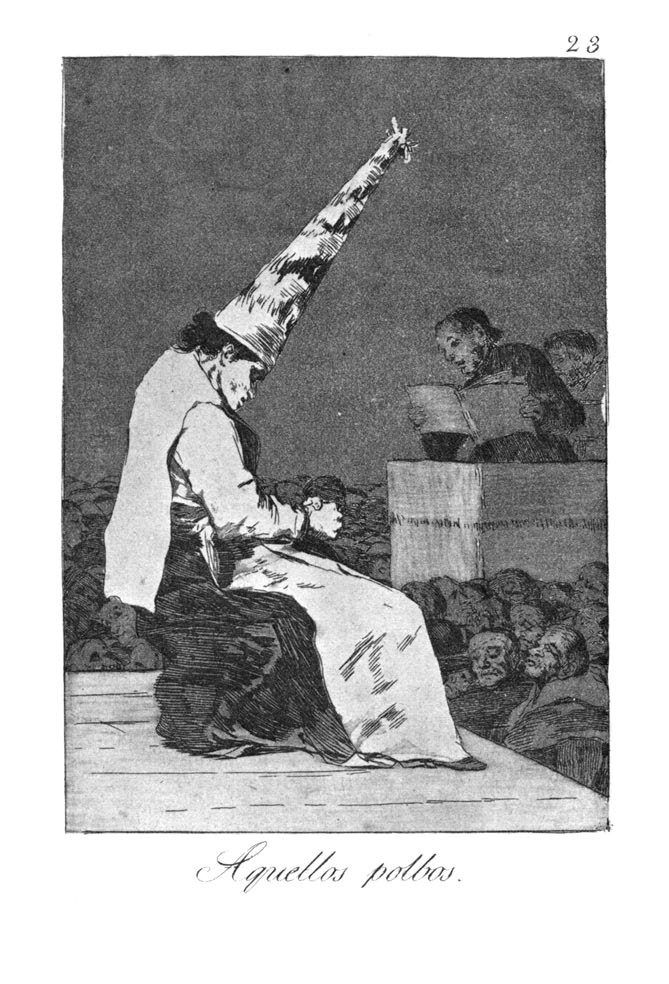
Capritx núm. 23 representant un procés inquisitorial. En primer terme hi ha l'acusat, lluint la gramalleta que l'identifica.

Suposa la primera realització espanyola d'una sèrie d'estampes caricaturesques, a la manera dels que hi havia al Regne Unit i França, però amb una gran qualitat en el maneig de les tècniques de l'aiguafort i l'aiguatinta —amb tocs de burí, brunyidor i punta seca— i una innovadora originalitat temàtica, car els Capritxos no es deixen interpretar en un sol sentit, al contrari de l'estampa satírica convencional.
L'aiguafort era la tècnica habitual dels pintors gravadors al segle xviii, però la combinació amb l'aiguatinta li permet crear superfícies de matisades ombres gràcies a l'ús de resines de diferent textura, amb les quals obté una gradació en l'escala de grisos que li permet crear una il·luminació dramàtica i inquietant heretada de l'obra de Rembrandt, artista que el mateix Goya considerava el seu gran mestre, al costat de Velázquez.
Amb aquests «assumptes capritxosos» —com els anomena Leandro Fernández de Moratín, que amb tota probabilitat va redactar el prefaci de l'edició—, plens d'invenció, es tractava de difondre la ideologia de la minoria intel·lectual d'il·lustrats. Cal tenir en compte que les idees pictòriques d'aquestes estampes es gesten almenys des de 1796, car n'apareixen antecedents en l'Àlbum de Sanlúcar (o Àlbum A) i en l'Àlbum de Madrid (també anomenat Àlbum B).
Als anys en els quals Goya creà els Capritxos, els il·lustrats per fi ocupen llocs de poder. Gaspar Melchor de Jovellanos és des del novembre de 1797 a l'agost de 1798 el màxim mandatari a Espanya. Francisco de Saavedra, amic del ministre i d'idees avançades, va ocupar la secretaria d'Hisenda el 1797 i la de l'estat, del 30 de març al 22 d'octubre de 1798. El període en el qual es gesten aquestes imatges és propici per a la recerca de l'útil a la crítica dels vicis universals i particulars de l'Espanya del moment, encara que ja el 1799 començarà la reacció que va obligar Goya a retirar de la venda les estampes i regalar-les al rei el 1803 curant-se en salut.
El gravat més emblemàtic dels Capritxos — i possiblement de tota l'obra gràfica goyesca — és el que inicialment havia de ser el frontispici de l'obra i en la seva publicació definitiva va servir de frontissa entre una primera part dedicada a la crítica de costums i una segona més inclinada a explorar la bruixeria i la nit a què dona inici el capritx núm. 43, El somni de la raó produeix monstres. Des del seu primer dibuix preparatori, de 1797 (titulat en el marge superior com a Somni 1r), es representava el mateix autor somiant, i apareixia en aquest món oníric una visió de malson, amb la seva pròpia cara repetida al costat de cascs de cavalls, caps fantasmal i ratpenats. En l'estampa definitiva, quedà la llegenda en el frontal de la taula on recolza l'home vençut pel somni que entra al món dels monstres una vegada apagat el món de les llums.
Una col·lecció raríssima de proves d'estat dels Capritxos, que procedeix de la col·lecció de Santiago Espona, es conserva a la Biblioteca de Catalunya de Barcelona.

## Llista dels capritxos
- Núm. 1: Francisco Goya y Lucientes, pintor

- Núm. 2: El sí pronuncian y la mano alargan al primero que llega
- Núm. 3: Que viene el coco
- Núm. 4: El de la rollona
- Núm. 5: Tal para cual
- Núm. 6: Nadie se conoce
- Núm. 7: Ni así la distingue
- Núm. 8: ¡Que se la llevaron!
- Núm. 9: Tántalo
- Núm. 10: El amor y la muerte
- Núm. 11: Muchachos al avío
- Núm. 12: A caza de dientes
- Núm. 13: Están calientes
- Núm. 14: ¡Qué sacrificio!
- Núm. 15: Bellos consejos
- Núm. 16: Dios la perdone. Y era su madre
- Núm. 17: Bien tirada está
- Núm. 18: Y se le quema la casa
- Núm. 19: Todos caerán
- Núm. 20: Ya van desplumados
- Núm. 21: ¡Cual la descañonan!
- Núm. 22: ¡Pobrecitas!
- Núm. 23: Aquellos polvos
- Núm. 24: No hubo remedio
- Núm. 25: Si quebró el cántaro
- Núm. 26: Ya tienen asiento
- Núm. 27: ¿Quién más rendido?
- Núm. 28: Chitón
- Núm. 29: Esto sí que es leer
- Núm. 30: ¿Por qué esconderlos?
- Núm. 31: Ruega por ella
- Núm. 32: Porque fue sensible
- Núm. 33: Al conde Palatino
- Núm. 34: Las rinde el sueño
- Núm. 35: Le descañona
- Núm. 36: Mala noche
- Núm. 37: ¿Si sabra más el discípulo?
- Núm. 38: ¡Bravísimo!
- Núm. 39: Hasta su abuelo
- Núm. 40: ¿De qué mal morirá?
- Núm. 41: Ni más ni menos
- Núm. 42: Tú que no puedes
- Núm. 43: El sueño de la razón produce monstruos
- Núm. 44: Hilan delgado
- Núm. 45: Mucho hay que chupar
- Núm. 46: Corrección
- Núm. 47: Obsequio al maestro
- Núm. 48: Soplones
- Núm. 49: Duendecitos
- Núm. 50: Los Chinchillas
- Núm. 51: Se repulen
- Núm. 52: ¡Lo que puede un sastre!
- Núm. 53: ¡Que pico de oro!
- Núm. 54: El vergonzoso
- Núm. 55: Hasta la muerte
- Núm. 56: Subir y bajar
- Núm. 57: La filiación
- Núm. 58: Trágala, perro
- Núm. 59: ¡Y aún no se van!
- Núm. 60: Ensayos
- Núm. 61: Volaverunt
- Núm. 62: ¡Quién lo creyera!
- Núm. 63: ¡Miren que graves!
- Núm. 64: Buen viaje
- Núm. 65: ¿Dónde va mamá?
- Núm. 66: Allá va eso
- Núm. 67: Aguarda que te unten
- Núm. 68: Linda maestra
- Núm. 69: Sopla
- Núm. 70: Devota profesión
- Núm. 71: Si amanece, nos vamos
- Núm. 72: No te escaparás
- Núm. 73: Mejor es holgar
- Núm. 74: No grites, tonta
- Núm. 75: ¿No hay quién nos desate?
- Núm. 76: Está vuestra merced... pues, como digo... ¡eh! ¡cuidado! si no...
- Núm. 77: Unos a otros
- Núm. 78: Despacha, que despiertan
- Núm. 79: Nadie nos ha visto
- Núm. 80: Ya es hora